# Base Aérea de Smolensk
O Aeródromo Militar de Smolensk-Norte é uma base aérea na Rússia, localizada 4 km ao norte de Smolensk. Ele é um pequeno aeroporto de uso misto, com uma área remota com 8 bases resistentes e uma fábrica de Yakovlev no lado sudeste do aeroporto. Ele tem 28 aeronaves Ilyushin Il-76 baseadas.
Durante a Guerra Fria, ele era sede do 401 IAP (401º Regimento Interceptor da Aviação), que voava com uma aeronave flying MiG-23P. Esse regimento saiu da base em 1990, com seus MiG-23Ps indo para o 412 IAP em Dombarovsky. Ele também foi sede para o 871 IAP (871º Regimento Interceptor de Aviação), que voava com aeronaves MiG-23 e Su-27 em 1994, além da aeronave MiG-29 em 2003. Os serviços de voo são feitos pelo 103 Gv VTAP (103º Regimento de Transporte Aéreo da Guarda Militar), que voa com jatos Ilyushin Il-76.

## Acidentes e Incidentes
Um Tupolev Tu-154 do governo polonês, transportando o presidente Lech Kaczyński, sua esposa e uma delegação oficial sofreu um acidente durante a aproximação final ao aeroporto em 10 de abril de 2010. Todos os 96 passageiros a bordo pereceram.